# Anuropus bathypelagicus
Anuropus bathypelagicus är en kräftdjursart som beskrevs av Menzies och Dow 1958. Anuropus bathypelagicus ingår i släktet Anuropus och familjen Anuropidae. Inga underarter finns listade i Catalogue of Life.